# Estación Miñones
Miñones es una estación de ferrocarril ubicada en el paraje del mismo nombre del distrito Francisco Ramírez del departamento Federal en la provincia de Entre Ríos, República Argentina. El paraje forma parte de la jurisdicción de la junta de gobierno de Santa Lucía.

## Servicios ferroviarios
Se encuentra precedida por la Estación La Calandria y le sigue Estación Los Conquistadores en el ramal Diamante - Crespo - Federal - Curuzú Cuatiá del Ferrocarril General Urquiza.